# اصالت تاریخی
اصالت تاریخی یا صحت تاریخی واقعیت تاریخی افراد و رویدادها، به معنای کیفیت بخشی از تاریخ بودن آن به جای اسطوره، افسانه یا داستان بودن آن فرد یا رویداد است. اصالت تاریخی یک ادعا در مورد وضعیت واقعی گذشته‌است. اصالت تاریخی در تعریفی دیگر به معنای واقعی بودن، اصالت و صحت تاریخی است و بر ارزش واقعی ادعاهای دانش گذشته تمرکز دارد.